# مجموعة ريو
كانت مجموعة ريو رابطة دائمة للمشاورات السياسية لدول أمريكا اللاتينية ومنطقة البحر الكاريبي، تم إنشاؤها في ريو دي جانيرو بالبرازيل في 18 ديسمبر 1986 بهدف خلق علاقة سياسية أفضل بين البلدان. وقد خلفها في عام 2011 مجتمع دول أمريكا اللاتينية ومنطقة البحر الكاريبي 
كانت البلدان الأولى التي انضمت إلى هذه المنظمة هي الأرجنتين والبرازيل وكولومبيا والمكسيك وبنما وبيرو وأوروغواي وفنزويلا، وهي نفس الدول الأعضاء في مجموعة كونتادورا (المكسيك وكولومبيا وبنما) ومجموعة دعم كونتادورا (الأرجنتين، البرازيل، بيرو وأوروغواي) والتي تُعرف أيضًا باسم مجموعة ليما أو مجموعة الثمانية. كان الغرض من هذه المجموعة هو تعزيز العلاقات السياسية وبعض القضايا بين دول أمريكا اللاتينية ومنطقة البحر الكاريبي، وقد استندت هذه المجموعة إلى المشاورات ذات الاهتمام المشترك مثل وحدة أمريكا اللاتينية، بحلول عام 2010، كانت مجموعة ريو تتألف من 23 دولة وممثل واحد من شرق البحر الكاريبي. في 29 يوليو 1985، أعلنت الأرجنتين وبيرو وأوروغواي عن إنشاء مجموعة دعم كونتادورا أو مجموعة ليما، والتي عُرفت مع مجموعة كونتاديرا باسم مجموعة الثمانية.
في عام 1983، أنشأت حكومات المكسيك وكولومبيا وبنما وفنزويلا نظامًا لتعزيز السلام في أمريكا الوسطى. في 6 يونيو 1986، زارت دول أمريكا الوسطى بنما ووقعت على قانون كونتادورا للسلام والتعاون في أمريكا الوسطى الذي وقعت فيه لتعزيز السلام والتعاون بين شعوب المنطقة وتحسين الثقة السياسية بين دول أمريكا الوسطى بسبب حوادث حدودية مثل سباق التسلح وتهريب الأسلحة وغيرها. كما تم التوقيع على هذا الاتفاق لاستعادة التنمية الاقتصادية والتعاون في أمريكا الوسطى وبالتالي التمكن من التفاوض على وصول أفضل إلى الأسواق الدولية.

## الأهداف
- التعاون السياسي بين حكومات الدول الأعضاء.
- فحص وحل القضايا الدولية.
- تعزيز أفضل دور وتنسيق لمنظمات أمريكا اللاتينية.
- تقديم الحلول للمشاكل التي تؤثر على المنطقة.
- تحسين العلاقات بين الأمريكية.
- مجالات تعاون جديدة تدعم التنمية الاقتصادية والاجتماعية والعلمية والتكنولوجية.[3]

## الدول الأعضاء
الدول الأعضاء / المنظمات: [بحاجة لمصدر]
| - الأرجنتين - بليز - بوليفيا - البرازيل - تشيلي - كولومبيا - كوستاريكا - كوبا (اعترف في نوفمبر 2008) |  | - جمهورية الدومنيكان - الإكوادور - السلفادور - غواتيمالا - غيانا - هايتي - هندوراس - جامايكا |  | - المكسيك - نيكاراغوا - بنما - الباراغواي - بيرو - سورينام - الأوروغواي - فنزويلا |

## قائمة اجتماعات القمة
| القمة               | عام  | مدينة         | بلد المقعد                      |
| ------------------- | ---- | ------------- | ------------------------------- |
| الأولى              | 1987 | أكابولكو      | وصلة=\|حدود المكسيك             |
| الثانية             | 1988 | مونتيفيديو    | وصلة=\|حدود الأوروغواي          |
| الثالثة             | 1989 | إيكا          | وصلة=\|حدود بيرو                |
| الرابعة             | 1990 | كاراكاس       | وصلة=\|حدود فنزويلا             |
| الخامسة             | 1991 | قرطاجنة       | وصلة=\|حدود كولومبيا            |
| السادسة             | 1992 | بوينس ايرس    | وصلة=\|حدود الأرجنتين           |
| السابعة             | 1993 | سانتياغو      | وصلة=\|حدود تشيلي               |
| الثامنة             | 1994 | ريو دي جانيرو | وصلة=\|حدود البرازيل            |
| التاسعة             | 1995 | كيتو          | وصلة=\|حدود الإكوادور           |
| العاشرة             | 1996 | كوتشابامبا    | وصلة=\|حدود بوليفيا             |
| الحادية عشر         | 1997 | أسونسيون      | وصلة=\|حدود باراغواي            |
| الثانية عشر         | 1998 | مدينة باناما  | وصلة=\|حدود بنما                |
| الثالثة عشر         | 1999 | فيراكروز      | وصلة=\|حدود المكسيك             |
| الرابعة عشر         | 2000 | قرطاجنة       | وصلة=\|حدود كولومبيا            |
| الخامسة عشر         | 2001 | سانتياغو      | وصلة=\|حدود تشيلي               |
| السادسة عشر         | 2002 | سان خوسيه     | وصلة=\|حدود كوستاريكا           |
| السابعة عشر         | 2003 | كوسكو         | وصلة=\|حدود بيرو                |
| الثامنة عشر         | 2004 | ريو دي جانيرو | وصلة=\|حدود البرازيل            |
| التاسعة عشر         | 2007 | جورج تاون     | وصلة=\|حدود غيانا               |
| العشرون             | 2008 | سانتو دومينغو | وصلة=\|حدود جمهورية الدومينيكان |
| الإستثنائية الأولى  | 2009 | زاكاتيكاس     | وصلة=\|حدود المكسيك             |
| الإستثنائية الثانية | 2009 | ماناغوا       | وصلة=\|حدود نيكاراغوا           |
| الحادية والعشرون    | 2010 | كانكون        | وصلة=\|حدود المكسيك             |

## الاجتماعات الوزارية المؤسسية مع الاتحاد الأوروبي
حافظت مجموعة ريو والاتحاد الأوروبي على حوار مؤسسي، على أساس إعلان روما لعام 1990.
| قمة         | عام  | شهر        | تاريخ | مدينة           | بلد       |
| ----------- | ---- | ---------- | ----- | --------------- | --------- |
| الأولى      | 1991 | أبريل      | 26-27 | مدينة لوكسمبورغ | لوكسمبورغ |
| الثانية     | 1992 | مايو       | 28-29 | سانتياغو        | تشيلي     |
| الثالثة     | 1993 | أبريل      | 23-24 | كوبنهاغن        | الدنمارك  |
| الرابعة     | 1994 | أبريل      | 22-23 | ساو باولو       | البرازيل  |
| الخامسة     | 1995 | مارس       | 17    | باريس           | فرنسا     |
| السادسة     | 1996 | أبريل      | 15-16 | كوتشابامبا      | بوليفيا   |
| السابعة     | 1997 | أبريل      | 7-8   | نوردفيك         | هولندا    |
| الثامنة     | 1998 | شهر فبراير | 11-12 | بنما            | بنما      |
| التاسعة     | 2000 | شهر فبراير | 24    | فيلامورا        | البرتغال  |
| العاشرة     | 2001 | مارس       | 28    | سانتياغو        | تشيلي     |
| الحادية عشر | 2003 | أبريل      | 24-25 | فولياجميني      | اليونان   |

## وزراء مجموعة ريو يجتمعون في برازيليا
اجتمع وزراء خارجية مجموعة ريو في اجتماع يستمر يومين لمناقشة قضايا من بينها الوضع السياسي في هايتي، والتحضير للقمة الثامنة عشرة للمجموعة المقرر عقدها في الفترة من 4 إلى 5 نوفمبر. وخلال الاجتماع، قال سيلسو أموريم إن القوات البرازيلية تشارك في بعثة الأمم المتحدة لتحقيق الاستقرار في هايتي (مينوستا). وناقش اندماج أمريكا الجنوبية وأمريكا اللاتينية، وقال إن مجموعة ريو يمكن أن تلعب دورًا مهمًا في تسهيل إعادة دمج كوبا في أسرة أمريكا اللاتينية.
وقال أموريم أيضًا: «طورت مجموعة ريو قدرتها على معالجة القضايا الجديدة، معظمها القضايا الاقتصادية والتعاونية، وهي تعمل الآن كآلية مهمة للحوار».
خلال الاجتماع الذي عقد في 4-5 نوفمبر في ريو دي جانيرو، ناقشت المجموعة آثار العولمة على دول أمريكا اللاتينية. بحلول هذا الوقت، قامت مجموعة ريو بالتسوية في 19 دولة، بما في ذلك الأرجنتين وبوليفيا وتشيلي وكولومبيا وكوستاريكا وجمهورية الدومينيكان والإكوادور والسلفادور وغواتيمالا وهندوراس والمكسيك ونيكاراغوا وبنما وباراغواي وبيرو وأوروغواي وفنزويلا.

## قمة كانكون وتجديد مجموعة ريو

### كارلوس فيديريكو دومينغيز أفيلا
خلال اجتماع رؤساء دول أمريكا اللاتينية ومنطقة البحر الكاريبي في كانكون بالمكسيك، ناقش الرؤساء تجديد وإعادة تشكيل الآلية الدائمة للتشاور والتنسيق السياسي، المعروفة أيضًا باسم مجموعة ريو. تم إنشاء مجموعة ريو في عام 1986 في ريو دي جانيرو بالبرازيل من قبل ممثلين من ثماني دول، وبحلول عام 2010 كانت مجموعة ريو مكونة من 23 دولة وممثل واحد من شرق الكاريبي.